# Skala Hoehn-Yahra
Skala Hoehn-Yahra, skala Hoehn i Yahra – klasyfikacja służąca do oceny zaawansowania klinicznego choroby Parkinsona. Nazwa skali pochodzi od nazwisk neurologów Margaret Hoehn i Melvina Yahra.

## Stopnie
- 1 stopień: łagodny: objawy parkinsonowskie tylko po jednej stronie ciała
- 2 stopień: objawy po obu stronach ciała (zwykle z przewagą jednej z nich), bez zaburzeń równowagi
- 3 stopień: zaburzenia równowagi, łagodna lub średnio zaawansowana choroba, niezależność w zakresie samoobsługi
- 4 stopień: ciężka niepełnosprawność, jednak chory jest w stanie poruszać się i utrzymywać postawę stojącą bez pomocy innych osób
- 5 stopień: chory wymaga wózka inwalidzkiego lub jest całkowicie unieruchomiony w łóżku

W praktyce klinicznej często dodaje się stopnie pośrednie (1,5, 2,5, 3,5 i 4,5), które spełniają kryteria stopnia niższego, ale obecne są (niestale lub w niewielkim nasileniu) objawy kwalifikujące do stopnia wyższego.